# Mahalapye (underdistrikt)
Mahalapye är ett underdistrikt i Botswana.   Det ligger i distriktet Central, i den sydöstra delen av landet, 170 km norr om huvudstaden Gaborone.
Omgivningarna runt Mahalapye är huvudsakligen savann. Runt Mahalapye är det glesbefolkat, med 8 invånare per kvadratkilometer.